# Joannes van Voorst
Joannes van Voorst (Delft, 17 maart 1757 – Leiden, 29 juli 1833) was een Nederlandse predikant, theoloog en hoogleraar. Hij diende tot driemaal toe als rector van de Universiteit Leiden.

## Biografie
Joannes van Voorst verkreeg zijn scholing aan het gymnasium in Delft en studeerde tussen 1773 en 1778 theologie aan de Universiteit Leiden. Na het voltooien van zijn dissertatie diende hij achtereenvolgens als predikant in Hall, Wageningen en Franeker. Verschillende preken die hij in Franeker hield werden bekroond, waaronder door het Teylers Eerste Genootschap. In Franeker werd Van Voorst in 1788 ook aangesteld als hoogleraar van de plaatselijke universiteit. In 1797 aanvaarde hij het ambt als predikant in Arnhem, maar daar verbleef Van Voorst maar twee jaar. De Universiteit Leiden stelde hem in 1799 aan als hoogleraar Christelijke Oudheden en de Geschiedenis der Christelijke leerstellingen.
Van Voorst bekleedde in drie verschillende periode de functie van Rector magnificus van de Leidse universiteit: in 1803-1804, 1808-1809 en 1816-1817. In de periode 1815-1820 was Van Voorst ook academieprediker en in 1820 volgde hij ook Daniël Wyttenbach op als eerste bibliothecaris van de Universiteitsbibliotheek Leiden. Tijdens de studiejaren van de latere staatsman Johan Rudolph Thorbecke was Van Voorst een van zijn beschermheren.